# 観音寺港
観音寺港（かんおんじこう）は、香川県観音寺市港町にある港湾（地方港湾）。港湾管理者は香川県。

## 地理
西讃地域の中核都市である観音寺市の西端部にある。燧灘（ひうちなだ）に面しており、財田川や一ノ谷川の河口部に港湾が形成されている。
農産物や紡績製品が観音寺港から移出され、砂・砂利や石油製品が観音寺港に移入されている。また、西讃地域の漁業および水産加工の拠点にもなっている。

## 歴史
江戸時代初期には財田川の河口左岸に船だまりがあり、商港や漁港としての性格を有していた。現在の高松地方裁判所観音寺支部である。観音寺周辺は遠浅であるため帆船の入港は困難であり、後の三豊郡の中では豊浜や仁尾より悪条件だった。
1925年（大正14年）には観音寺町が一ノ谷川の左岸に防波堤を築造する工事を行い、一ノ谷川の河口や沖合に港湾を拡大させた。1928年（昭和3年）1月には3か年計画で観音寺港築港工事に着手され、1930年（昭和5年）12月には埋立工事を含む築港工事が竣工した。以後も数度の改修が行われ、大型貨物船の着岸も可能となった。

## 航路

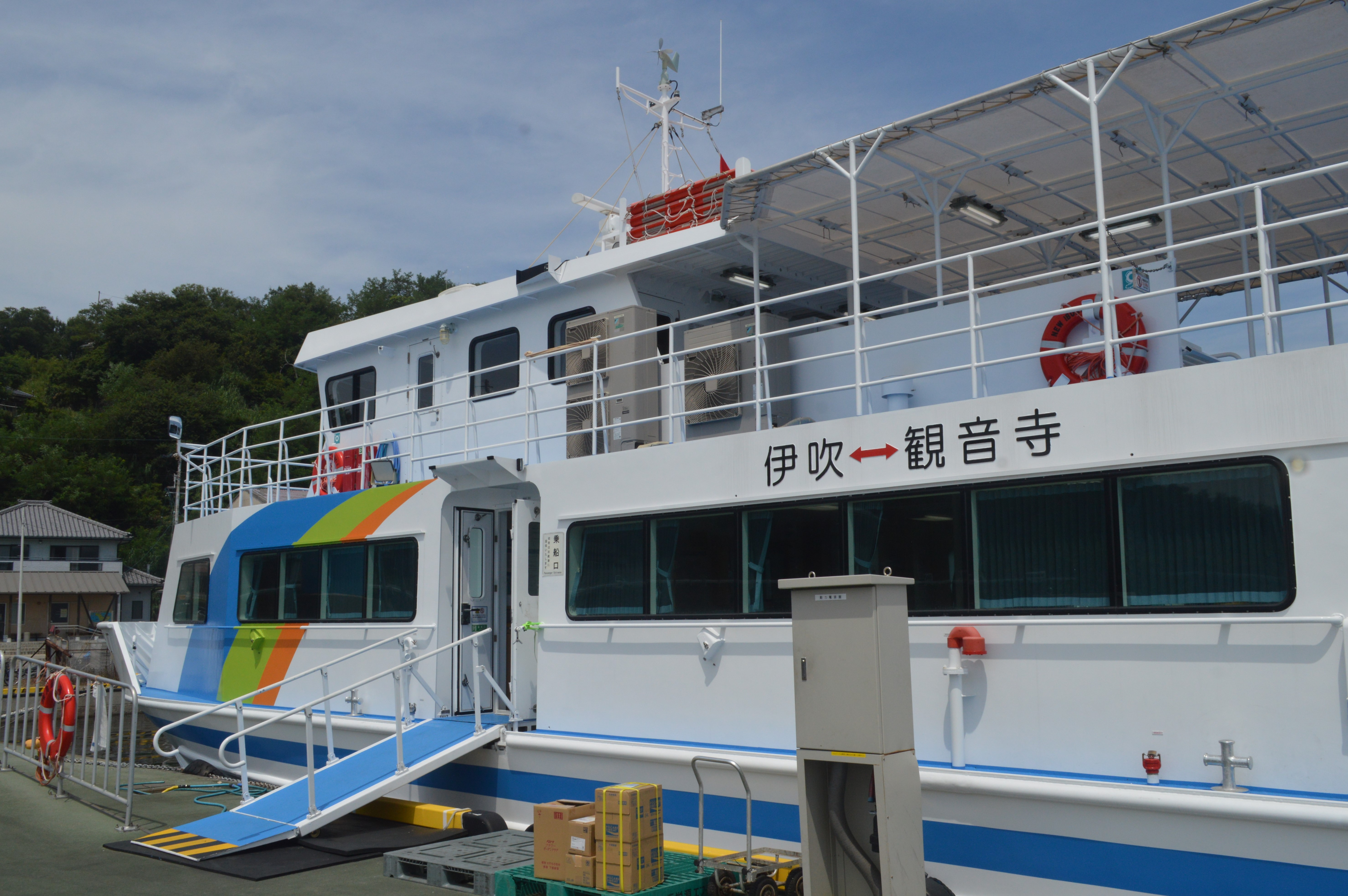
伊吹観音寺航路のニューいぶき2

### 伊吹観音寺航路
- 観音寺港 - 真浦港（伊吹島）

四国本土の観音寺港と伊吹島の真浦港の間には定期船として伊吹観音寺航路が運航されている。運航頻度は一日5往復であり、所要時間は片道約25分である。香川県の離島航路のなかで唯一の市営航路だったが、2021年（令和3年）10月1日には民営化されて真鍋海運が運航事業者となった。これを機に一日4往復から一日5往復に増便された。

## 交通アクセス
車
- 高松自動車道大野原インターチェンジから約10分[3]
- 高松自動車道さぬき豊中インターチェンジから約18分[3]

鉄道
- JR予讃線観音寺駅からタクシーで約5分[3]